# 엄마 찾는 올챙이
엄마 찾는 올챙이(중국어: 小蝌蚪找妈妈, 영어: Where is Mama)는 터웨이의 예술적 지도 아래 상하이 애니메이션 영화 스튜디오에서 1960년 제작한 중국 단편 애니메이션이다. 내레이션이 포함된 이 영화는 엄마를 찾기 위한 올챙이 무리의 모험과 불운을 묘사한다. 이는 서양식 애니메이션에서 벗어나 제백석의 영향을 받은 회화적 스타일을 목표로 하는 터웨이의 첫 번째 시도 중 하나이며, 중국 원주민의 미적 감성을 유지한다. 간단한 스토리 라인과 반복적인 대본으로 인해 중국어 학습을 시작하는 어린이에게 이상적이다.
영화는 올챙이 알을 낳고 떠난 엄마 개구리의 이야기를 담고 있다. 올챙이 알은 천천히 꼬리가 자라서 올챙이 무리로 변했다. 새우 시아버지는 어미의 특징을 설명한 후 그녀를 찾기로 결정했다. 그 과정에서 그들은 금붕어, 게, 거북이, 메기를 어미로 착각했다. 마침내 올챙이들은 마침내 엄마를 찾았다.
2021년 10월 시과 비디오 앤드 볼케이노 엔진(Xigua Video and Volcano Engine)은 100개의 고전 애니메이션을 수리하는 데 1년을 투자하고 기술을 사용하여 이러한 고전 작품을 최대한 복원하겠다고 발표했다. 이로써 "엄마 찾는 올챙이"가 수정되었다.
지난 세기 초부터 중국화, 종이오리기, 그림자 인형극 등 전통문화 요소가 애니메이션 제작에 널리 활용되어 왔다. '엄마를 구하는 올챙이' 등 국내 인기 애니메이션이 전 세계적으로 많은 팬을 끌어모으고 있다.